# Alcea acaulis
Alcea acaulis là một loài thực vật có hoa trong họ Cẩm quỳ. Loài này được (Cav.) Alef. mô tả khoa học đầu tiên năm 1862.